# Triodonthea
Triodonthea is een geslacht van kreeftachtigen uit de klasse van de Malacostraca (hogere kreeftachtigen).

## Soort
- Triodonthea setosa Macpherson & Robainas-Barcia, 2013